# 思源盃
思源盃為台灣棋院曾舉辦過的職業棋賽。2009年陳詩淵首次獲得棋王頭銜，其感謝台灣棋院栽培，將100萬獎金的1/10捐回給棋院；棋院感念其飲水思源，另行募款籌辦了思源盃，於2009年開辦，2010年未舉辦，2013年停辦。同時期還有類似原因而開辦的比賽，如2007年開辦的愛心盃、2011年舉辦的「感恩盃」等。

## 賽制與獎金
- 賽制：前一年台灣棋院獎金榜前八名為種子，採單敗淘汰
- 規則：比目法，黑貼6.5目
- 用時：基本時限1小時，讀秒30秒3次。
- 對局費：2千元，八強時3千元，四強時5千元，冠軍賽無對局費
- 獎金：冠軍8萬元，亞軍3萬元

## 歷屆冠亞軍
| 屆次 | 年份   | 冠軍       | 亞軍       |
| ---- | ------ | ---------- | ---------- |
| 1    | 2009年 | 廖冠泓二段 | 王元均二段 |
| 2    | 2011年 | 蕭正浩七段 | 王元均三段 |
| 3    | 2012年 | 周俊勳九段 | 王元均四段 |
| 4    | 2013年 | 楊博崴三段 | 王元均五段 |